# Acacia phlebophylla
Acacia phlebophylla — вид квіткових рослин з родини бобових. Ареал: Австралія (Вікторія).

## Середовище
Acacia phlebopylla зустрічається на неглибоких або скелетних ґрунтах на граніті, здебільшого в північній частині і часто на досить крутих схилах. Рослини часто старіють у віці близько 30 років, що часто супроводжується (або через) зараження жовчним грибком (Uromycladium tepperianum). Проростання сильно сприяє пожежа, з низьким рівнем поповнення, що відбувається в період між пожежами. Тому деревостани, як правило, мають один і той же вік.

## Біоморфологічна характеристика
Це дерево або кущ, що досягає 3 метрів у висоту, а іноді досягає висоти до 6 метрів. Філодії мають зворотноланцетну, оберненояйцеподібну або еліптичну форму, зазвичай асиметричні, 4–14 см завдовжки та 1,5–6 см завширшки з помітними жилками. Насичено-жовті квітки з'являються в червні-грудні, широко розкидані по 1–2 колосів у пазусі 4–7 см завдовжки. Плоди — прямі або злегка зігнуті боби завдовжки 7–10 см, з'являються в листопаді–березні, випускаючи 5–10 еліптичних насінин завдовжки 5–7,5 мм.

## Використання
Немає торгівлі цим видом. Однак він використовується в невеликій мірі через його психотропні властивості, але на сьогоднішній день, як видається, є незначний вплив на дику популяцію через збір для будь-якого такого використання. Це одне з найчистіших природних джерел психоделічного препарату диметилтриптаміну, також відомого як ДМТ, який є основним алкалоїдом у рослині.